# French Kissing
„French Kissing” jest piosenką pop/R&B stworzoną przez Kay Denar i Rob Tyger na debiutancki album niemieckiej artystki Sarah Connor, „Green Eyed Soul” (2001). Utwór został wyprodukowany przez duet Kay Denar i Rob Tyger oraz wydany jako drugi singel z krążka dnia 20 sierpnia 2001. Piosenka zawiera sampel utworu „No Diggity” zespołu Blackstreet z roku 1996. Singel nie odniósł pożądanego sukcesu, zajmując pozycje: #18 w Austrii, #26 w Niemczech, #33 w Polsce i #53 w Szwajcarii.
French Kissing jest pierwszym singlem wydanym przez Sarah Connor, który nie zajął pozycji w Top 20 niemieckiego notowania.

## Lista utworów i formaty singla
Maxi single
1. „French Kissing” (Wersja radio/video)
2. „French Kissing” (Divine Dance Remix)
3. „French Kissing” (Gena B. Good Remix)
4. „French Kissing” (Wersja przedłużona)

European 2-Track single
1. „French Kissing” (Wersja radio/video)
2. „French Kissing” (Divine Dance Remix)

Promo single
1. „French Kissing” (Wersja radio/video)

## Pozycje na listach
| Lista przebojów (2001)               | Najwyższa pozycja |
| ------------------------------------ | ----------------- |
| Austria (Media Control AG)           | 18                |
| Belgia (Ultratop Flamandia)          | 40                |
| Belgia (Ultratop Walonia)            | 54                |
| Europa (Eurochart Hot 100)           | 91                |
| [A] GSA (Airplay Top 20)             | 9                 |
| [A] Litwa (Airplay Lithuanie Top 10) | 1                 |
| Niemcy (Media Control AG)            | 26                |
| Polska (ZPAV)                        | 33                |
| Szwajcaria (Media Control AG)        | 53                |
| Lista Przebojów (2002)               | Najwyższa pozycja |
| Holandia (Veronica)                  | 71                |

Adnotacje
- A ^ Notowanie Airplay.

### POPlista RMF FM
| Tydzień | 01 | 02 | 03 | 04 | 05 | 06 | 07 | 08 | 09 | 10 | 11 | 12 | 13 | 14 | 15 | 16 | 17 |
| ------- | -- | -- | -- | -- | -- | -- | -- | -- | -- | -- | -- | -- | -- | -- | -- | -- | -- |
| Pozycja | 7  | 7  | 8  | 6  | 11 | 13 | 12 | 10 | 17 | 17 | 18 | 11 | 13 | 6  | 6  | 13 | 16 |